# المومياء: قبر إمبراطور التنين
المومياء: قبر إمبراطور التنين (بالإنجليزية:The Mummy: Tomb of the Dragon Emperor) ، فيلم إثارة أمريكي ، نشر سنة 2008 ، وتدور القصة حول ظهور المومياء ولكن في البيئة الصينية ، وظهروا في الصحراء الصينية .
لتعود المومياء للظهور مجددا.

## طالع كذلك
- 1999 : المومياء 1
- 2001 : المومياء 2 : عودة المومياء
- المومياء (فيلم 2017)

## وصلات خارجية
- الموقع الرسمي
- المومياء: قبر إمبراطور التنين على موقع IMDb (الإنجليزية)
- المومياء: قبر إمبراطور التنين على موقع ميتاكريتيك (الإنجليزية)
- المومياء: قبر إمبراطور التنين على موقع روتن توميتوز (الإنجليزية)
- المومياء: قبر إمبراطور التنين على موقع نتفليكس (الإنجليزية)
- المومياء: قبر إمبراطور التنين على موقع قاعدة بيانات الأفلام العربية
- المومياء: قبر إمبراطور التنين على موقع ألو سيني (الفرنسية)
- المومياء: قبر إمبراطور التنين على موقع Turner Classic Movies (الإنجليزية)
- المومياء: قبر إمبراطور التنين على موقع أول موفي (الإنجليزية)
- المومياء: قبر إمبراطور التنين على موقع بوكس أوفيس موجو (الإنجليزية)
- المومياء: قبر إمبراطور التنين على موقع فيلمافينيتي (الإسبانية)
- المومياء: قبر إمبراطور التنين على موقع أول موفي.
- The Mummy: Tomb of the Dragon Emperor clips
- Luke Ford Interview on The Mummy 3
- The Mummy on celluloidnotes
- The Mummy: Tomb of the Dragon Emperor Production Notes